# Casa als carrers del Pare Roca i de Bolòs (Olot)
La casa als carrers del Pare Roca i de Bolòs fou un habitatge a la ciutat d'Olot catalogat a l'Inventari del Patrimoni Arquitectònic de Catalunya, desaparegut entre 2006 i 2009 per fer-hi un bloc d'habitatges. La plaça de Clarà, juntament amb el Passeig de Barcelona, constitueixen els dos projectes urbanístics més importants del segle xix. Vers els anys 1627 i 1731, l'actual solar de la plaça estava ocupat per l'hort i convent dels caputxins. L'any 1835, el convent, en poder dels carlins, serà incendiat per les forces governamentals. A mitjans del segle xix, s'utilitzà per a fins militars. L'any 1868 surt a la llum un projecte de la seva urbanització fet per Joan Cordomí que no es realitzarà. L'any 1871 es tira endavant el projecte de E. Pujol i el 1925 es remodelen els jardins interiors.
Torreta de caps de setmana voltada de jardí. Disposava de planta irregular, amb teulat a dues aigües, sostingut per bigues de fusta; les teules eren planes i era destacable la decoració en terracota de sota la cornisa, imitant arquets cecs. S'hi accedia per un porxo amb teulat a dues aigües, sostingut per bigues de fusta. Destacava la tribuna amb balustrades a la façana est que es transformava en terrassa al pis superior; estava decorada amb motius d'escacs fets de terracota.